# Адда (король Берниции)
Адда (др.-англ. Adda, убит в 568) — король Берниции (560—568) из династии Идингов.
Адда был сыном короля Иды. В 560 году он взошёл на престол Берниции, став преемником своего брата Глаппы. В 568 году в битве при Греу Адда в союзе с Эллой разбил бриттов под командованием Передура Длиного копья. Англосаксы победили, но Адда погиб в бою.